# Glansstjärtar
Glansstjärtar (Metallura) är ett släkte med fåglar i familjen kolibrier som återfinns i bergstrakter i Sydamerika, från norra Colombia till Bolivia. Släktet glansstjärtar omfattar nio arter:
- Perijáglansstjärt (M. iracunda)
- Smaragdstrupig glansstjärt (M. tyrianthina)
- Grön glansstjärt (M. williami)
- Violettstrupig glansstjärt (M. baroni)
- Neblinaglansstjärt (M. odomae)
- Kopparglansstjärt (M. theresiae)
- Eldstrupig glansstjärt (M. eupogon)
- Fjällig glansstjärt (M. aeneocauda)
- Svart glansstjärt (M. phoebe)